# Bahnstrecke Luxemburg–Wasserbillig
| |                                                                                           |                                     |                                     |
| Streckennummer: | Ligne 3 (CFL)                                                                             |                                     |                                     |
| Kursbuchstrecke (DB): | 693                                                                                       |                                     |                                     |
| Kursbuchstrecke: | 30 (CFL)                                                                                  |                                     |                                     |
| Streckenlänge: | 37,4 km                                                                                   |                                     |                                     |
| Spurweite: | 1435 mm (Normalspur)                                                                      |                                     |                                     |
| Stromsystem: | 25 kV 50 Hz ~                                                                             |                                     |                                     |
| Maximale Neigung: | 15 ‰                                                                                      |                                     |                                     |
| Minimaler Radius: | 350 m                                                                                     |                                     |                                     |
| Streckengeschwindigkeit: | Luxemburg–Oetrange: 120 km/h Oetrange–Wasserbillig: 100 km/h Wasserbillig–Grenze: 80 km/h |                                     |                                     |
| Zweigleisigkeit: | Luxemburg–Sandweiler Oetrange–Wasserbillig                                                |                                     |                                     |
| |                                                                                           |                                     |                                     |
| \| \| \| Strecke von Namur, Strecke von Metz \| \| \| \| 0,00 \| Luxemburg \| Luxemburg \| \| \| \| \| \| \| \| \| Viadukt Pulvermühle \| \| \| \| \| Stadtgrund (Abzweigstelle) \| \| \| \| \| Strecke nach Spa \| \| \| \| 2,90 \| Cents-Hamm \| Cents-Hamm \| \| \| 6,55 \| Sandweiler-Contern \| Sandweiler-Contern \| \| \| \| Strecke von Berchem \| \| \| \| 11,97 \| Oetrange \| Oetrange \| \| \| 15,40 \| Munsbach \| Munsbach \| \| \| 20,28 \| Roodt/Syre \| Roodt/Syre \| \| \| \| Syr \| \| \| \| \| Syr \| \| \| \| 24,70 \| Betzdorf \| Betzdorf \| \| \| 27,68 \| Wecker \| Wecker \| \| \| \| Syr \| \| \| \| \| Syr \| \| \| \| 30,60 \| Manternach \| Manternach \| \| \| \| Manternacher Tunnel (210 m) \| \| \| \| \| Syr \| \| \| \| \| Syr \| \| \| \| 34,95 \| Mertert \| Mertert \| \| \| \| Strecke vom Moselhafen Mertert \| \| \| \| 36,89 \| Wasserbillig \| Wasserbillig \| \| \| \| ehem. Strecke nach Ettelbrück \| \| \| \| 37,44 \| Sauer, Grenze Luxemburg/Deutschland \| Sauer, Grenze Luxemburg/Deutschland \| \| \| \| Weststrecke nach Trier \| \| |                                                                                           |                                     |                                     |
| Strecke |                                                                                           | Strecke von Namur, Strecke von Metz | Strecke von Namur, Strecke von Metz |
| Bahnhof | 0,00                                                                                      | Luxemburg                           | Luxemburg                           |
| Tunnel |                                                                                           |                                     |                                     |
| Brücke über Wasserlauf |                                                                                           | Viadukt Pulvermühle                 | Viadukt Pulvermühle                 |
| Blockstelle |                                                                                           | Stadtgrund (Abzweigstelle)          | Stadtgrund (Abzweigstelle)          |
| Abzweig geradeaus und nach links |                                                                                           | Strecke nach Spa                    | Strecke nach Spa                    |
| Haltepunkt / Haltestelle | 2,90                                                                                      | Cents-Hamm                          | Cents-Hamm                          |
| Bahnhof | 6,55                                                                                      | Sandweiler-Contern                  | Sandweiler-Contern                  |
| Abzweig geradeaus und von rechts |                                                                                           | Strecke von Berchem                 | Strecke von Berchem                 |
| Bahnhof | 11,97                                                                                     | Oetrange                            | Oetrange                            |
| Haltepunkt / Haltestelle | 15,40                                                                                     | Munsbach                            | Munsbach                            |
| Bahnhof | 20,28                                                                                     | Roodt/Syre                          | Roodt/Syre                          |
| Brücke über Wasserlauf |                                                                                           | Syr                                 | Syr                                 |
| Brücke über Wasserlauf |                                                                                           | Syr                                 | Syr                                 |
| Haltepunkt / Haltestelle | 24,70                                                                                     | Betzdorf                            | Betzdorf                            |
| Bahnhof | 27,68                                                                                     | Wecker                              | Wecker                              |
| Brücke über Wasserlauf |                                                                                           | Syr                                 | Syr                                 |
| Brücke über Wasserlauf |                                                                                           | Syr                                 | Syr                                 |
| Haltepunkt / Haltestelle | 30,60                                                                                     | Manternach                          | Manternach                          |
| Tunnel |                                                                                           | Manternacher Tunnel (210 m)         | Manternacher Tunnel (210 m)         |
| Brücke über Wasserlauf |                                                                                           | Syr                                 | Syr                                 |
| Brücke über Wasserlauf |                                                                                           | Syr                                 | Syr                                 |
| Bahnhof | 34,95                                                                                     | Mertert                             | Mertert                             |
| Abzweig geradeaus und von rechts |                                                                                           | Strecke vom Moselhafen Mertert      | Strecke vom Moselhafen Mertert      |
| Bahnhof | 36,89                                                                                     | Wasserbillig                        | Wasserbillig                        |
| Abzweig geradeaus und ehemals nach links |                                                                                           | ehem. Strecke nach Ettelbrück       | ehem. Strecke nach Ettelbrück       |
| Grenze auf Brücke über Wasserlauf | 37,44                                                                                     | Sauer, Grenze Luxemburg/Deutschland | Sauer, Grenze Luxemburg/Deutschland |
| Strecke |                                                                                           | Weststrecke nach Trier              | Weststrecke nach Trier              |

Die Bahnstrecke Luxemburg–Wasserbillig, manchmal auch Mosel-Syretal-Strecke genannt, ist eine 37,4 Kilometer lange Eisenbahnstrecke im Großherzogtum Luxemburg zwischen dessen Hauptstadt Luxemburg und der Grenze zu Deutschland bei Wasserbillig. Sie wird durch die Société Nationale des Chemins de Fer Luxembourgeois (CFL – deutsch: Nationale Gesellschaft der Luxemburgischen Eisenbahnen) betrieben.

## Geschichte
Die Strecke wurde am 20. August 1861 durch die Société Nationale des Chemins de Fer Luxembourgeois (Wilhelm-Luxemburg-Bahn) eröffnet. Die Wilhelm-Luxemburg-Bahn war allerdings ein reines Finanz- und Eisenbahninfrastrukturunternehmen. Der Betrieb auf ihren Strecken war an die französische Compagnie des Chemins de fer de l’Est (EST) verpachtet. 1862 ging der Betrieb der Strecke von der EST an die belgische Grande Compagnie Luxembourgoise über, was im Tausch gegen den Betrieb auf der Bahnstrecke Luxemburg–Spa geschah, deren erster Abschnitt bis Ettelbrück damals eröffnet wurde. 1869 übernahm die EST den Betrieb der Strecke wieder.
Aufgrund des von Frankreich verlorenen Deutsch-Französischen Kriegs von 1870/71 und des anschließenden Friedensvertrags von Frankfurt musste Frankreich das Elsass und Lothringen an das Deutsche Reich abtreten. Zudem wurde Frankreich auferlegt, die nun dort auf deutschem Hoheitsgebiet liegenden Strecken der EST zu enteignen und an das Deutsche Reich zu übergeben, das diese in den Reichseisenbahnen in Elsaß-Lothringen (EL) neu organisierte. Die Einwilligung der luxemburgischen Regierung zur Übernahme des Betriebes der im Großherzogtum Luxemburg gelegenen Strecken durch die EL wurde mit einem Staatsvertrag zwischen dem Deutschen Reich und dem Großherzogtum vom 11. Juni 1872 erteilt. Das betraf auch die Bahnstrecke Luxemburg–Wasserbillig (Grenze). Die Übernahme der Verwaltung durch die EL fand am 16. September 1872 statt.
Um 1900 wurde die Strecke auf dem Abschnitt Oetrange–Wasserbillig (Grenze) zweigleisig ausgebaut. Der zweigleisige Ausbau des Teilstücks Luxemburg–Oetrange unterblieb vorerst, stattdessen sollte die Bahnstrecke Berchem–Oetrange als Umgehung der Stadt Luxemburg angelegt werden, die allerdings erst im Oktober 1918 in Betrieb ging. Auch der Abschnitt Luxemburg–Oetrange wurde am Ende des Ersten Weltkrieges von der deutschen Besatzungsmacht noch zweigleisig ausgebaut.
Zwischen 1956 und 1959 wurde die Strecke mit der in Luxemburg üblichen Spannung von 25 kV 50 Hz elektrifiziert.
Zum Fahrplanwechsel 2014/2015 im Dezember 2014 wurde der Fernverkehr durch die Deutsche Bahn (DB) von Koblenz über Trier und Wasserbillig nach Luxemburg eingestellt. Zeitgleich wurde eine direkte Regional-Express-Verbindung von Koblenz nach Luxemburg eingerichtet.
Seit dem 10. Dezember 2017 wird ein Regional-Express-Zugpaar der CFL über Koblenz hinaus als Intercity der Linie 37 nach Düsseldorf Hauptbahnhof geführt.

## Streckenverlauf

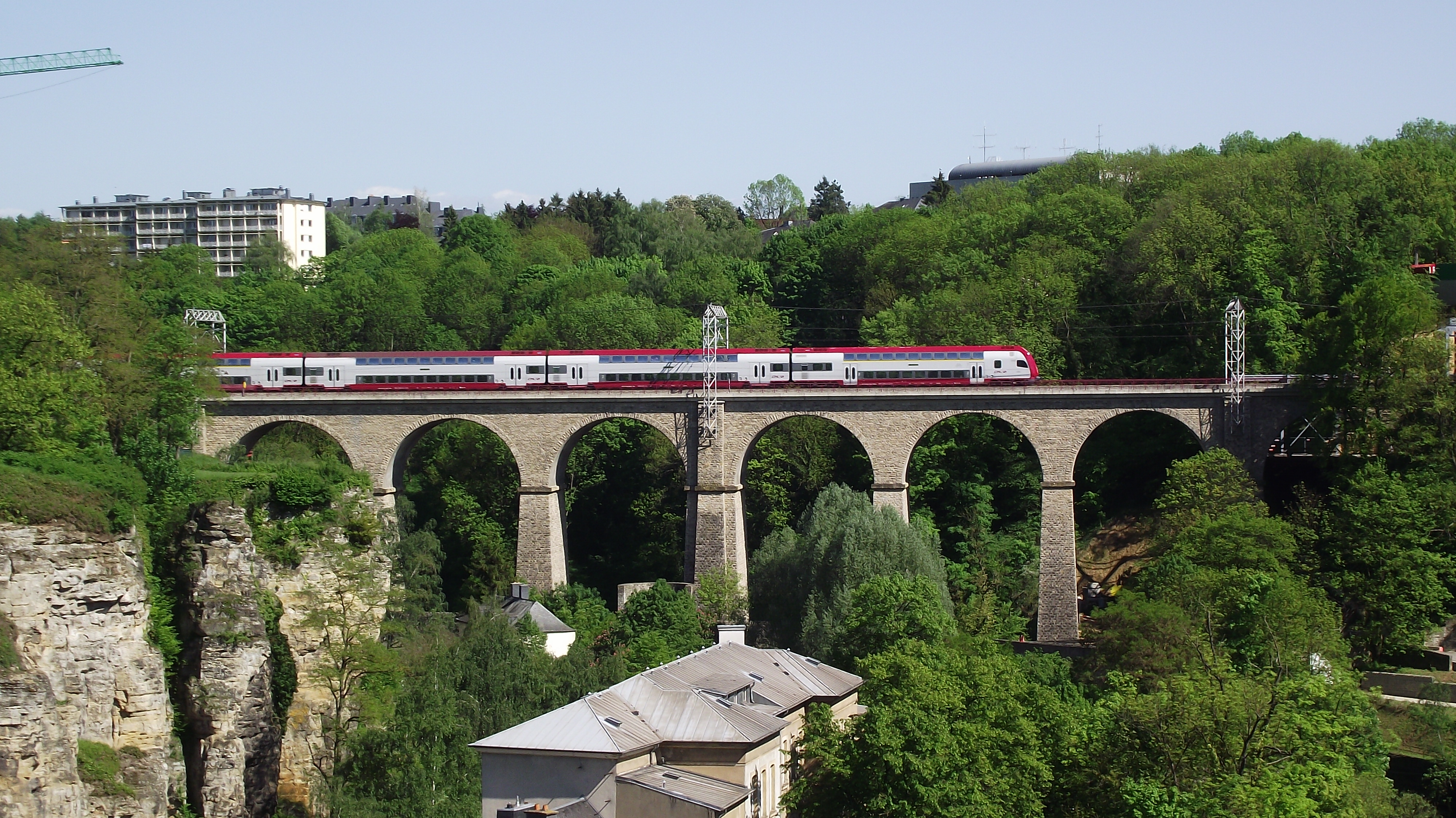
Viadukt Pulvermühle vor dem Luxemburger Bahnhof

Kurz nach dem Verlassen des Luxemburger Bahnhofs überquert die Strecke mithilfe des imposanten Viaduktes Pulvermühle die Alzette. Ab der Abzweigstelle Stadtgrund, an der die Strecke zur belgischen Grenze ausfädelt, führte die Strecke eingleisig in Richtung Oetringen ins Syrtal. Inzwischen ist der Abschnitt zwischen der Abzweigstelle und dem Bahnhof Sandweiler-Contern zweigleisig ausgebaut. Somit ist lediglich der Abschnitt zwischen Sandweiler-Contern und Oetrange eingleisig befahrbar. In naher Zukunft soll jedoch auch dieser Abschnitt ausgebaut werden.
Der Bahnhof Oetrange wird seit dem Umbau des Bahnhofs in Sandweiler-Contern nur noch von RB Linien angefahren. Neben Luxemburg und Wasserbillig hält der RE11 auf luxemburgischem Gebiet nur noch in Sandweiler-Contern und ist damit einer der wichtigsten Bahnhöfe der Strecke.
Ab Oetrange folgt die Strecke nunmehr zweigleisig entlang der Syr bis Mertert, danach durchs Moseltal nach Bahnhof Wasserbillig, wo sie die Sauer überquert und schließlich unmittelbar an die Trierer Weststrecke anknüpft.
2014 wurde die Strecke zwischen Wasserbillig und Igel zweigleisig ausgebaut und zum 14. Dezember 2014 in Betrieb genommen.

## Betrieb

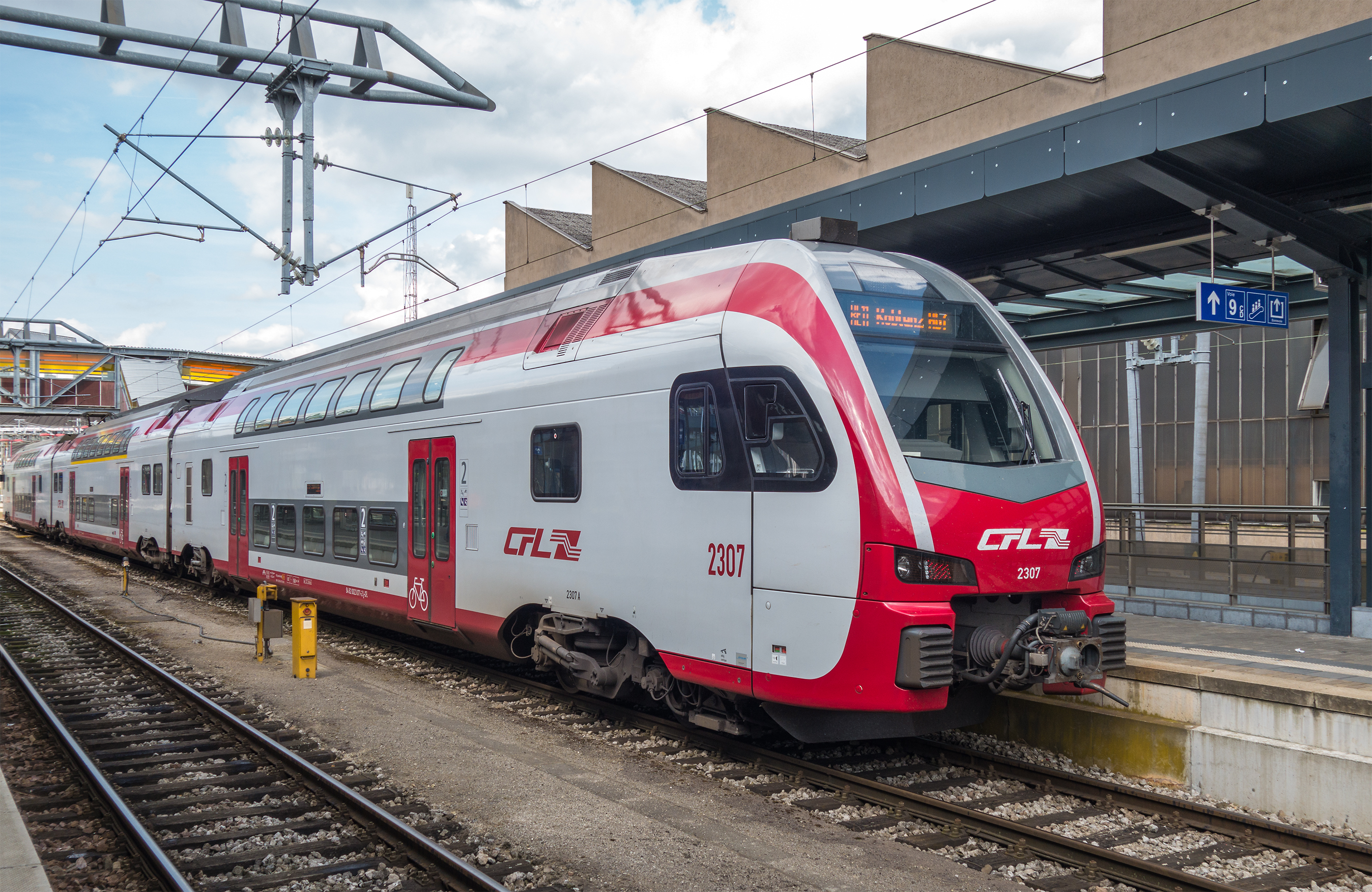
Triebzug der Serie 2300 der CFL

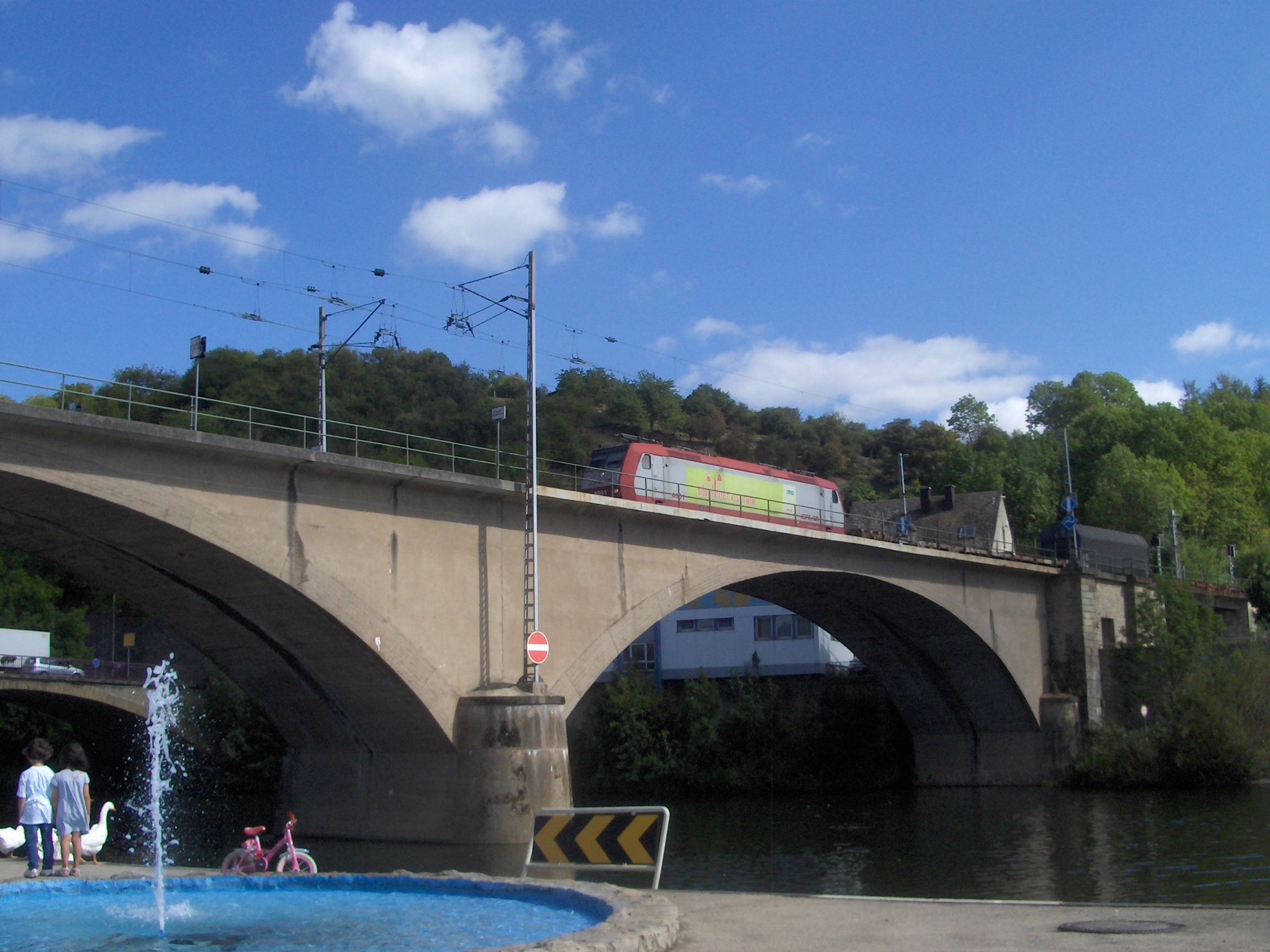
Serie 4000 der CFL an der Systemwechselstelle vor Wasserbillig

Auf der Strecke fahren im Stundentakt Regionalexpresszüge der Linie 11 von Luxemburg über Trier Hbf nach Koblenz Hbf sowie RB-Züge der CFL von Wasserbillig nach Luxemburg. Die Züge von und nach Deutschland werden von DB Regio und den luxemburgischen Staatsbahnen (CFL) betrieben, die innerluxemburgischen Züge nur von der CFL.
Zum Fahrplanwechsel 2014/2015 im Dezember 2014 hat der Zweckverband Schienenpersonennahverkehr Rheinland-Pfalz Nord zur Verbesserung der Verbindung zwischen dem Luxemburger Bahnnetz an die deutsche Moselstrecke eine durchgängige stündliche Regionalzugverbindung von Luxemburg nach Koblenz eingeführt. In Trier wird der aus Koblenz kommende Regional-Express „geflügelt“: ein Teil zur Weiterfahrt nach Luxemburg, der andere über Saarbrücken nach Mannheim. Da der geplante Schienenanschluss von Luxemburg-Stadt zum Flughafen Findel und zum Kirchberg gestoppt worden ist, wird derzeit erwogen, die Züge über den Bahnhof Luxemburg bis nach Pfaffenthal hinaus zu führen, um von dort aus das Kirchberg-Plateau zu bedienen. Dieser Bahnhof Pfaffenthal-Kirchberg ging 2017 in Betrieb. Zudem ist seit März 2020 der ÖPNV innerhalb Luxemburgs kostenlos nutzbar.